# CGN (대한민국의 방송사)
CGN(Christian Global Network)는 2005년 3월 29일에 개국한 대한민국의 개신교(장로교)인 온누리교회가 설립한 비영리 방송국이다. 
광고방송을 철저히 배제하고 전적으로 후원금을 재원으로 운영되고 있다.
현재 위성, IPTV, 케이블, 모바일을 기반으로 170개국에 7개국어로 24시간 방송하고 있다.
세계 방방곡곡으로 파송되어 외롭게 활동하고 있는 선교사들과 가족들에게 영적인 지원을 위해 설립된 방송으로써 애초에 6개 위성을 활용하여 전 세계로 방송을 내 보냈으나 그간 인터넷의 발달로 이제는 IPTV와 모바일을
기반으로 한 시청자들이 주를 이루고 있다. 2021년 2월 국내 최초 기독 OTT 모바일플랫폼 '퐁당(fondant)'을 출시했다.

## 연혁
- 2005년 3월 29일 CGNTV 개국
- 2005년 3월 선교지에 안테나 달아주기 드림온 1차 캠페인
- 2005년 7월 전직원 여름 아웃리치 시작
- 2005년 8월 26일 LA 미주 CGNTV 개국
- 2005년 9월 선교지에 안테나 달아주기 드림온 2차 캠페인
- 2006년 5월 KWMF와 함께 하는 드림온 3차 캠페인
- 2006년 10월 30일 일본 CGNTV 개국
- 2007년 4월 할렐루야 축구단과의 조인식 및 버스 기증
- 2007년 7월 동경 러브소나타 생중계
- 2007년 9월 CGNTV 정기후원 시작
- 2007년 10월 IS-10 위성빔 송출 실시
- 2008년 2월 대만 제작 스테이션 오픈
- 2008년 6월 CGN 모바일 서비스 실시
- 2008년 6월 CGNTV 중문대 개국
- 2008년 8월 C&M 케이블 방송 실시
- 2008년 10월 SK브로드밴드 MOU 체결, IPTV 서비스 시작
- 2009년 5월 C&M강남 케이블 디지털 채널 런칭
- 2009년 7월 일본 기독교 선교 150주년 기념대회 생중계
- 2009년 8월 미국 디지털 지상파 채널 런칭
- 2009년 9월 제7회 서울기독교영화제 주관방송사 선정
- 2009년 11월 태국 케이블 방송 시작
- 2009년 11월 고신대학교와 산학협력 체결
- 2010년 3월 개국5주년 기념 콘서트
- 2010년 3월 스튜디오 HD 전환
- 2010년 5월 스마트폰 서비스 시작
- 2010년 8월 미주 COX케이블 런칭(워싱턴 지역)
- 2010년 11월 태국 제작센터 오픈
- 2011년 2월 KT IPTV 실시간 방송 채널 런칭
- 2011년 4월 인터넷 초고화질 방송 서비스 시작
- 2011년 5월 개국6주년 기념 콘서트
- 2011년 7월 한동대학교와 업무 협약 체결
- 2011년 11월 LG IPTV HD채널 런칭
- 2012년 3월 아부다비 제작센터 오픈
- 2012년 6월 CJ헬로비전 케이블 채널 런칭
- 2012년 11월 다큐 ‘스마일 라크로즈’ 환태평양영화제 베스트 미션 필름상 수상
- 2012년 12월 유재건 대표 취임
- 2013년 3월 개국8주년 기념 선교헌신예배(선교헌신자 4명)
- 2013년 5월 계원예술대학교 산학협력 체결
- 2013년 7월 열린다 성경, 하나투어 업무협약식
- 2013년 10월 프랜시스 챈, 데이비드 플랫 목사 방한 기자간담회
- 2013년 11월 제1기 CGNTV 모니터단 발족
- 2013년 11월 CGNTV 후원을 위한 심수봉 콘서트
- 2014년 9월 인도네시아 지사 개국
- 2016년 12월 이용경대표 취임
- 2020년 4월 인터넷 셋탑박스 드림온플러스 출시
- 2021년 2월 국내 최초 기독 OTT 모바일플랫폼 '퐁당(fondant)' 출시
- 2021년 5월 제1회 달려라 퐁당 후원챌런지 개최
- 2022년 9월 CGNfrancophone 파리지사 개국
- 2023년 3월 리브랜딩 CGNTV -> '선교 미디어 CGN'으로 사명 변경

## CGNTV의 철학[1]

#### 미션
온 세상을 위한 복음의 통로
“오직 성령이 너희에게 임하시면 너희가 권능을 받고 예루살렘과 온 유대와 사마리아와 땅 끝까지 이르러 내 증인이 되리라 하시니라” (사도행전 1장 8절)

#### 비전
차별화된 복음 콘텐츠와 맞춤형 플랫폼으로 미디어 선교의 내일을 여는 CGN
빠르게 변화하는 미디어 환경에 맞춰 복음을 더욱 효과적으로 전달할 수 있도록 콘텐츠 개발과 플랫폼 전략 수립을 통해 미디어 선교의 내일을 준비합니다. 

#### 슬로건
한 영혼을 위해 더 멀리 더 가까이
잃어버린 한 영혼을 위해 자신을 내어주셨던 예수님의 명령을 따라 ‘사랑’이라는 언어로 믿지 않는 자들에게까지 복음을 전하는 일을 사명으로 삼고 있다.

#### 핵심가치
선교적 소명 - CGN은 땅 끝까지 복음을 전하라는 예수 그리스도의 명령을 따라갑니다.
순전한 영성 - CGN은 세상의 가치를 따르지 않고 오직 순수하게 하나님만 바라봅니다.
함께하는 공동체 - CGN은 하나의 공동체로서 서로 돕고 격려하며 주님의 비전을 이뤄갑니다. 
용기 있는 도전 - CGN은 아무도 가지 않는 길이라 해도 부르시는 곳으로 두려움 없이 도전합니다.

## 주요 수치 정보

#### 국내외 주요 콘텐츠 어워즈 수상: 24회 (2020.7 현재)
2012년 다큐멘터리 <스마일 라크로즈>가 환태평양영화제 베스트 미션 필름상을 수상한 것을 시작으로 국내외 주요 콘텐츠 어워즈에서 뉴스, 웹드라마, 영화, 다큐멘터리 등 다양한 분야의 콘텐츠가 24회에 걸쳐 수상했다.

#### 소셜, 오픈플랫폼 구독자수: 61만 명 (2019.12 현재)
CGNTV는 급속히 변화하는 콘텐츠 유통 환경에 발맞춰 페이스북과 유튜브 등의 오픈플랫폼을 적극적으로 활용하고 있다. 2019년 12월 기준 CGNTV의 페이스북, 유튜브 채널 구독자수는 61만 명을 돌파했다.

#### <서서평, 천천히 평온하게> 국내 누적 관객수: 123,840명
2017년 개봉한 CGN 최초의 다큐영화 <서서평, 천천히 평온하게>는 관객의 호평을 받으며 누적관객수 12만 명을 돌파했다. 이는 국내에서 역대 기독 다큐영화 2위의 기록이다. 2018년 5월에는 국제기독영화제(ICFF)에서 최우수상을, 7월에는 ICVM 해외영화부문 은상을 수상했다.

#### 정기후원자: 43,000여 명 (2023.4 현재)
상업광고 없이 순수하게 오직 후원으로만 운영되는 CGNTV와 동역하는 정기후원자가 3만 5천여명을 돌파했다. 또한 드림온 콘서트 등 후원행사를 통해 매년 뜻 있는 기업인들의 자발적인 후원이 이루어지고 있다. 한편 CGNTV는 정기후원자 5만 명 비전을 갖고 캠페인을 진행하고 있다.

#### 드림온 안테나 설치대수: 95개국 11,487대
전 세계 선교사들과 한인 디아스포라를 섬기는 CGNTV의 비전은 95개국의 1만대가 넘는 드림온 안테나로 현실이 됐다. 위성 시청 비율이 줄고 있지만 여전히 위성 외에는 방송을 접하기 어려운 지역의 영혼들을 위해 CGNTV는 안테나 보급을 멈추지 않을 계획이다.

#### 해외 네트워크 교회 및 기관: 15개국 약 800개 기관 및 단체
본사 15개국 185개 교회 및 기관 네트워크를 비롯해 각 지사에서 총 800여 곳의 단체와 함께 복음을 전하고 있다. CGNTV의 폭넓은 해외 네트워크는 지역 맞춤형 콘텐츠를 제작하는데 큰 도움이 되고 있다.

## 프로그램 내용

### 예배와 말씀
일요일에는 온누리교회 서빙고캠퍼스와 양재캠퍼스의 일부 예배가 실시간으로 방영된다. 해당예배는 이재훈 담임목사가 설교하는 서빙고 1부(오전 6:50), 양재 2부(오전 9시), 3부(오전 11시 30분), 4부(오후 1시 50분), 서빙고 영어예배(오후 4시), 그리고 서빙고 6부 열린 새신자예배(저녁 7시)이다. 이외에도 온누리교회 서빙고캠퍼스와 양재캠퍼스의 전 예배는 CGNTV 사이트를 통해 재전송된다.

#### 예배(LIVE)
온누리교회의 주일/주중 예배는 TV와 웹, 모바일 등 다양한 매체를 통해 생방송된다. 전세계 그 어떤 곳이라도 예배의 처소가 될 수 있다.
- 주일예배: 매주 06:50, 09:00, 11:30, 13:50, 19:00
- 새벽예배: 월-토요일 05:20

#### 하루 20분 공동체성경읽기
<드라마 바이블> 오디오와 삽화를 통해 성경을 쉽게 읽을 수 있도록 돕는 365일 성경통독 프로그램이다.
- 본방송 : 월-토 06:00 / 주일 06:20 CGNTV
- 유튜브 채널 : 매일 7:00 업로드

#### Q.T(다국어)
언어별로 준비된 <생명의 삶> 말씀은 하루를 살아갈 생명의 양식이 되어 깊은 묵상의 길로 안내한다.
- 생명의 삶 : 한국어
- Living life : 영어
- リビングライフ : 일본어
- 活潑的生命 : 중국어

#### 말씀강해(국내/해외)
국내외 목회자들의 심도있고 복음적인 설교가 여러분을 풍성한 삶으로 인도한다.
- 국내: 강준민, 권성수, 권준, 김용훈, 김정우, 김한요, 김형익, 김형준, 류응렬, 마크최, 박성근, 박성민, 박성일, 박신웅, 박완철, 서정오, 안광복, 양춘길, 유관재, 유기성, 윤만선, 이규현, 이동원, 이영훈, 이웅조, 이인호, 이재훈, 이주연, 임채영, 장덕순, 정갑신, 정현구, 조봉희, 주승중, 지형은, 최경욱, 최병락, 최원준, 하용조, 한기채, 홍정길, 화종부, 황성은 (2020.7 현재)
- 해외: 젠센 프랭클린, 존 파이퍼, 크레이그 그로쉘, 케빈 드영, 스티븐 엄, R.T. 켄달, 칩 잉그램(2020.7 현재)

#### 집회(정규/특집)[6]
- 러브소나타: 일본 주요 도시에서 매년 펼쳐지는 대단위 문화전도집회로, 각종 퍼포먼스, 노래와 감동의 메시지를 통해 일본을 향한 하나님의 사랑을 전한다.
- 부흥/회복축제: 국내외 저명한 목회자들이 부흥과 회복을 주제로 전하는 메시지가 감동과 은혜를 선사한다.

### 다큐멘터리
CGN은 선교사의 삶과 사역 현장, 선교 역사 등을 다룬 웰메이드 다큐멘터리를 통해 감동과 사랑을 전한다.

#### 내한선교사 130주년 특집 다큐 <블랙마운틴: 잊혀진 시간을 찾아서> (2015)[7]
다큐멘터리 <블랙마운틴>은 오늘의 한국이 있기까지 아낌없이 헌신했던 선교사들을 기억하고, 그들의 섬김과 영적 유산을 한국교회와 나누고자 제작되었다. 가난하고 어려웠던 조선을 헌신적으로 섬겼던 선교사들의 모습을 통해 시청자들에게 깊은 울림을 전한다. (ICVM 최고해외영화상 수상)

#### 내한선교사 130주년 특집 다큐 <女선교사, 조선을 비추다> (2015)[8]
내한선교사 130주년을 맞아 제작된 다큐멘터리 <女선교사, 조선을 비추다>는 조선 땅에서 헌신했던 여성 선교사들의 활약상을 그렸다. 특히, 메리 스크랜턴(Mary Scranton)과 로제타 홀(Rosetta Hall)을 중심으로, 그들의 헌신이 조선 여성들의 삶에 끼친 영향을 조명했다.

#### 개국 10주년 특별기획 다큐 <MK의 고백> (2015)[9](한국기독언론대상 기독선교부문 수상)
개국 10주년을 맞아 세운 4대 핵심 영역 ‘선교, 통일한국, 차세대, 사회선교(하나님의 정의)’를 테마로 제작한 특별기획 다큐멘터리 중 <MK의 고백>은 차세대 영역을 조명한 작품이다. 정체성의 혼란에도 선교의 비전을 품고 사는 MK(Missionary Kid, 선교사 자녀)들의 진솔한 이야기를 그렸다. 

#### 개국특집 다큐 <사랑하기 때문에> (2017)[10](한국기독언론대상 선교부문 최우수상 수상)
30여 년 동안 필리핀 의료사역을 위해 오지 구석구석을 누빈 필리핀의 슈바이처, 박누가 선교사의 이야기를 담은 작품이다. 암 투병 중에도 사역의 현장을 지키며 하나님의 사랑을 전하는 박 선교사의 큰 사랑과 헌신이 감동을 더한다. 

#### 개국특집 다큐 <러브소나타 10년, 1퍼센트의 기적> (2018)[11]
일본을 향한 하나님의 사랑 노래, 러브소나타. 지난 10년간 화해와 용서의 메시지를 통해 기적처럼 변화된 일본 교회와 그들을 통해 새롭게 자라나고 있는 일본 선교의 비전을 나눈다.

#### 특집 다큐 <인플루언스, 위대한 영향력> (2019)(ICVM Crown Awards Best Documentary over $50,000, 한국기독언론대상 해외선교부문 최우수상 수상)
스포츠 선교단체 FCA 사역을 통해 이 시대 선교의 의미와 선교단체의 알아본다. (내레이션: 전 축구해설위원 이영표)

#### 3.1운동 100주년 특집 다큐 <낮은 곳에서 피는 봄> (2019)(한국기독언론대상 기독문화부문 우수상 수상)
작고 연약했던 여인들이 나라를 위해, 하나님을 위해 일어선 그날의 이야기를 전한다. (내레이션: 배우 김혜자)

#### 가정의 달 특집 다큐 <아가야, 엄마야> (2019)
전국 900여 미혼모 가정을 돌보고 있는 박대원 목사, 서지형 사모의 삶과 사역을 통해 인간의 존엄과 생명, 그리고 하나님의 사랑 이야기를 들려준다. (내레이션: 배우 박시은)

#### 추석 특집 다큐 <싱글벙글: 홀로된 엄마들의 빛나는 오늘> (2019)
원치 않게 홀로된 아픔을 딛고 세상을 향해 용기 있게 걸어가는 모습을 담은 싱글맘들의 이야기를 통해 치유와 위로의 메시지를 전한다. (내레이션: 배우 신애라)

#### 연말 특집 다큐 <맨인블랙: 어느 날 찾아온 당신의 이웃> (2019)
미국 필라델피아에서 가장 위험한 우범지역인 ‘노스센트럴’에서 예수님의 이름으로 이웃에 사랑을 전하는 이태후 목사의 모습을 그린다. (내레이션: 배우 황보라)

#### 개국 15주년 특집 다큐 <땅 끝의 증인들> (2020)
이름도 낯선 이국땅에 현지인들과 더불어 산 한국인 선교사들의 이야기를 담았다. 
- 1편 집시를 사랑한 부부 그리스 김수길, 조숙희 선교사 (내레이션: 배우 엄지원)   환영받지 못하는 민족, 집시. 상처 입은 그들을 사랑으로 품은 한국인 선교사 부부가 만들어낸 집시의 놀라운 변화로 하나님의 은혜를 증거한다.
- 2편 바누아투로 간 사나이 원천희, 김난주 선교사 (내레이션: 배우 신현준)   바다를 건너고 정글을 넘어 며칠을 걸어야 만날 수 있는 바누아투 원시 부족에게 복음을 전하고 교회를 세우는 원천희, 김난주 선교사의 사명을 만난다.
- 3편 우리가 사랑한 마지막 시간 필리핀 박누가 선교사 (내레이션: 배우 소유진)   시한부 판정을 받았음에도 필리핀의 소외 된 자들을 위한 진료를 멈추지 않은 한국인 의사 故 박누가 선교사, 끝내 죽음도 끊지 못한 필리핀을 향한 그의 사랑을 기록한다.

### 다큐영화

#### <서서평, 천천히 평온하게> (2017.4)
‘성공이 아닌 섬김’의 삶을 살다 간 서서평 선교사(1880-1934)의 일대기를 그린 다큐영화로, 고증을 통해 되짚어본 서서평 선교사의 사역현장을 생생하게 담아내었다. 2017년 4월 개봉해 12만 명 이상의 관객에게 깊은 감동과 도전을 주었다.
- 주연 : 윤안나, 안은새
- 감독 : 홍주연, 홍현정
- 내레이션 : 하정우
- 2018.5 ICFF 국제기독영화제 최우수상 수상[12]
- 2018.7 ICVM 크라운어워즈 해외영화부문 은상 수상[13]
- 2018.9 CEVMA 다큐/다큐드라마 부문 1위 수상[14]

### 드라마

#### 특집단막드라마 <다시 봄> (2017.12)
주인공 보라(30대, 드론 연구가)의 삶을 통해 치유와 회복의 메시지를 그린 <다시 봄>은 홀로 섬처럼 있는 개인이 공동체 안에서 하나님의 사랑으로 회복되는 과정을 그린 드라마다.
- 주연 : 황선희, 성병숙, 서태화, 심지호
- 2018.9 CEVMA 드라마부문 2위 수상[14]

#### 본격러브액션드라마 <고고송> (2019.1)
사랑에 있어선 ‘GO!'를 외치는 사람들의 따뜻한 사랑 이야기를 담고 있다.
- 주연 : 윤은혜, 지일주, 윤유선, 성기윤, 임동진, 문숙, 강민휘, 백지윤
- 극본 : 작가 고은님

### 교육
CGN은 시청자들의 영적 성숙을 돕기 위해 성경공부, 자녀양육, 가정사역 등 삶의 전 영역에 도움이 되는 프로그램들을 제작하여 방송한다.

#### 맞춤특강 나침반
다양한 분야의 크리스천 명사들이 강연을 통해 삶의 방향을 제시한다. 비전, 가정, 성경, 건강, 재정 등 여러 주제를 아우르는 맞춤특강으로 크리스천들의 삶에 유익한 정보를 나눈다.

#### 나침반 바이블
성경 말씀을 목회자의 강의 형태로 전하는 프로그램으로, 구약과 신약에 대한 깊이 있는 말씀 해석과 연구를 통해 신앙의 성장을 돕는다.

#### 나침반 플러스
‘가정, 기독교 세계관, 차세대’에 일어나는 문제를 다루며 올바른 방향을 제시하는 토크 프로그램으로, 재미있고 유익한 지식을 전한다.

#### 세미나
<유은정 원장의 마음치료코칭>, <박재연의 육아맘을 위한 공감톡> 등 자녀 교육, 상담, 리더십 등 분야별 전문가들이 성경 속에서 찾은 노하우를 공개한다.

#### CGN 비전특강
사회 각계각층 명사들의 강의를 통해 비전을 찾을 수 있도록 돕는 세미나로 삶의 영역에서 역사하시는 하나님을 전한다.

### 차세대
어린이와 청소년은 우리 시대의 미래이자, 교회의 미래다. CGNTV는 차세대의 눈높이에 맞춘 프로그램들을 끊임없이 시도하고, 신앙의 성장을 위한 교육 프로그램을 제공한다.

#### 예수님이 좋아요 (종료)
CGN의 최장수 어린이 큐티 프로그램으로, 재미있는 인형극과 그림동화를 통해 어린이들이 이해하기 쉽게 복음의 메시지를 전한다.

#### 새벽나라
하나님께 가까이 나아가도록 묵상을 돕는 청소년 큐티 프로그램으로, 웹과 모바일을 통해 만날 수 있다.

### 보도
하나님의 눈이 닿는 곳, 하나님의 마음이 머무는 곳으로 달려가 그곳의 소식을 전한다.

#### CGN 투데이 (종료)
매일 아침 균형 있는 시각으로 선교, 인물, 문화, 가정, 교육 등 주요 교계 소식과 동향을 다루는 뉴스 프로그램.
- 2015년 12월 한국크리스천기자협회 ‘보도부문 최우수상’ 수상
- 2017년 12월 한국크리스천기자협회 ‘방송 보도부문 최우수상’ 수상

#### 뷰릿지
기독교적 관점으로 세상을 보는 신개념 뉴스쇼로 세상과 연결되는 바른 관점을 제시한다.

### 문화
신앙에 대한 진솔한 간증과 찬양 등을 통해 하나님의 은혜를 나눈다.

#### 표인봉, 윤유선의 하늘빛향기
CGN이 개국한 2005년부터 방송된 대표 간증 프로그램으로, 세상 속에서 선한 영향력을 끼치는 크리스천들의 삶을 나눈다.
- 진행: 개그맨 표인봉, 배우 윤유선

#### 김영우의 스윗사운즈: Hymnstory
크리스천 뮤지션들의 아름다운 음악과 토크가 어우러진 프로그램으로, 많은 이들에게 평안과 위로를 전한다.
- 진행: 가수 김영우 (그룹 ‘스윗소로우’ 보컬)

#### 아무리 바빠도 가정예배 (종료)
가정을 살리고 교회를 살리는 가정예배 가이드이다.
- 진행: 문영재 목사(온누리교회)

### 모바일 콘텐츠
젊은 세대와 소통하기 위해 제작한 콘텐츠로 기독교인은 물론 비기독교인들에게도 친숙하게 다가간다. 미니휴먼다큐, 시트콤, 뮤직 등 다양한 장르의 영상을 모바일에 최적화된 짧은 영상으로 제공한다.

#### KNOCK 미니휴먼다큐
<현묵이의 미니멀라이프>, <이태원 준섭이> <수원역 브이로그> 등 예수의 삶을 실천하며 살아가는 이들을 조명한다. 짧지만 깊이 있는 영상으로 큰 감동과 하나님의 사랑을 나눈다.
- 2016년 12월 한국기독언론대상 기독문화부문 수상
- 2017년 12월 한국기독언론대상 나눔기부부문 수상

#### 붓소핸섭 (2019년 런칭)
너목보 출연자이자 거리에서 복음을 전하는 버스커 "조셉 붓소", 그가 외치는 기쁜 소식이 사람들을 움직인다.

#### SOON (2019년 런칭)
말씀의 핵심만 쏙쏙 담은 3분 메시지, 다양한 멘토들의 진심 어린 간증, 연예인과 찬양사역자들의 인생 찬양, 삶과 신앙의 노하우를 배우는 하우스쿨까지 복음 외엔 아무것도 담지 않은 순soon수 채널

## 채널 번호
- 케이블TV 딜라이브 304 / LG헬로비전 288 / KT HCN 서울 서초구 550 / GCS푸른(대구) 159
- KT Genie TV 237번 (HD)
- SK BTV 292번 (HD)
- U+TV 271번 (HD)
- KT스카이라이프 미송출 (HD) / 미송출 (SD)